# (1924) Horus
(1924) Horus es un asteroide que forma parte del cinturón de asteroides y fue descubierto por Ingrid van Houten-Groeneveld, Cornelis Johannes van Houten y Tom Gehrels desde el observatorio del Monte Palomar, Estados Unidos, el 24 de septiembre de 1960.

## Designación y nombre
Horus recibió inicialmente la designación de 4023 P-L.
Más tarde se nombró por Horus, un dios de la mitología egipcia.

## Características orbitales
Horus orbita a una distancia media de 2,339 ua del Sol, pudiendo acercarse hasta 2,032 ua y alejarse hasta 2,646 ua. Tiene una inclinación orbital de 2,73° y una excentricidad de 0,1312. Emplea en completar una órbita alrededor del Sol 1307 días.